# بازار مکاره در سوروچینستی (داستان کوتاه)
بازار مکاره در سوروچینستی (به روسی: Сорочинская ярмарка) یک داستان کوتاه به قلمِ نیکلای گوگول، نویسندهٔ اهل روسیه است.